# Resolución 1284 del Consejo de Seguridad de las Naciones Unidas
La resolución 1284 del Consejo de Seguridad de las Naciones Unidas fue aprobada el 17 de diciembre de 1999, tras recordar anteriores resoluciones pertinentes sobre Irak, incluidas las resoluciones 661 (1990), 687 (1991), 699 (1991), 707 (1991), 715 (1991), 986 ( 1995), 1051 (1996), 1153 (1998), 1175 (1998), 1242 (1999) y 1266 (1999), el consejo estableció la Comisión de Supervisión, Verificación e Inspección de las Naciones Unidas (UNMOVIC) en sustitución de la Comisión Especial de las Naciones Unidas (UNSCOM). Fue la resolución final adoptada en 1999.
La resolución 1284 fue adoptada por 11 votos a favor, ninguno en contra y cuatro abstenciones de China, Francia, Malasia y Rusia. Irak rechazó la resolución, particularmente porque no cumplía con el requisito de levantar las sanciones impuestas en 1990. A pesar de la aprobación de la resolución, no dio lugar al regreso de los inspectores de armas de las Naciones Unidas a Irak ni a cambios en el programa humanitario.

## Resolución

### Observaciones
El Consejo de Seguridad recordó las disposiciones de la Resolución 715 que aprobó los planes del Secretario General y el director general de la Agencia Internacional de Energía Atómica (OIEA) para el futuro monitoreo y verificación continuos del programa de armas de Irak. Recordó el objetivo de que Oriente Medio esté libre de armas de destrucción en masa y de una prohibición mundial del uso de armas químicas. Además, le preocupa la situación humanitaria en Irak y el hecho de que no hayan regresado todas las propiedades y refugiados de Kuwait. Irak había avanzado en el cumplimiento de la Resolución 687, pero aún no existían las condiciones para que el consejo levantara las prohibiciones en esa resolución.

### Actos
La resolución 1284 se dividió en cuatro actos, todas las cuales fueron promulgadas bajo el Capítulo VII de la Carta de las Naciones Unidas que hizo que las disposiciones fueran legalmente ejecutables.

#### A
En la primera parte de la resolución, el consejo de seguridad estableció la UNMOVIC y asumiría las responsabilidades de la UNSCOM. Exigió que el Irak permitiera a la UNMOVIC el acceso inmediato, incondicional y sin restricciones a cualquier área, instalación, equipo, documentos o persona determinados. Se pidió al Secretario General Kofi Annan que nombrara un presidente de la UNMOVIC en un plazo de 30 días. Se solicitó la presentación de un plan organizativo de la UNMOVIC en un plazo de 45 días, mientras que tanto la UNMOVIC como el OIEA recibieron instrucciones de elaborar un programa de trabajo para el cumplimiento de sus mandatos en un plazo de 60 días desde que ambas organizaciones comenzaran a trabajar. Irak sería responsable de los costos de ambos.

#### B
La sección B abordó la repatriación de ciudadanos kuwaitíes y de terceros países desde Irak, y el consejo recordó a Irak que cooperara con el Comité Internacional de la Cruz Roja a este respecto. Se pidió al secretario general que informara cada cuatro meses sobre los progresos realizados en la repatriación de ciudadanos kuwaitíes o de terceros países (o sus restos), y cada seis meses sobre la devolución de bienes y archivos nacionales kuwaitíes.

#### C
Se permitió a los países importar una cantidad ilimitada de petróleo y productos derivados del petróleo de Irak de conformidad con el Programa de petróleo por alimentos establecido en la Resolución 986, donde anteriormente había habido un límite a las importaciones. Se solicitó al comité establecido en la Resolución 661 que nombrara un grupo de expertos para aprobar contratos para acelerar la exportación de petróleo y productos derivados del petróleo de Irak. Durante un período inicial de seis meses, el Consejo suspendió las medidas relativas a los pagos efectuados por el Irak de 10 millones de dólares de los Estados Unidos por pérdidas y daños sufridos por Kuwait tras su invasión por el Irak .
Se pidió al secretario general que maximizara los beneficios de los arreglos establecidos en la Resolución 986, incluida la mejora del programa de ayuda humanitaria para el pueblo iraquí y que proporcionara actualizaciones diarias sobre la cuenta de garantía bloqueada. El consejo de seguridad decidió además que los vuelos de peregrinación del Hach estaban excluidos de las disposiciones de las Resoluciones 661 y 670. También pidió a Irak que se asegurara de que todos los suministros de socorro se distribuyeran correctamente, en particular a los grupos vulnerables, y que se continuara la labor de desminado. Además, se pidió al Secretario General que estableciera un grupo de expertos para averiguar cómo se podría aumentar la producción de petróleo de Irak, por ejemplo, incorporando compañías petroleras extranjeras.

#### D
La resolución concluyó con el consejo declarando que si Irak estaba cumpliendo con la UNMOVIC, el OIEA y las resoluciones del consejo de seguridad, suspendería la prohibición de importar materias primas y productos originarios de Irak y las prohibiciones contra la venta, suministro y entrega de materias primas civiles y productos a Irak, excluidas las excepciones descritas en la Resolución 687 por un período de 120 días. Si Irak no cooperaba, las prohibiciones se volverían a imponer cinco días después de recibir los informes del Presidente Ejecutivo de la UNMOVIC y del director general del OIEA.